# منشأ
پیدایش (منشأ) عنوان رمانی از دن براون نویسنده آمریکایی است که در اکتبر سال ۲۰۱۷ منتشر شد. ژانر این رمان مهیج، داستان معمایی و علمی-تخیلی است. این رمان ادامه ماجراجویی‌های رابرت لنگدان استاد نشانه‌شناسی مذاهب و نمادشناسی از دانشگاه هاروارد است که این‌بار وقایع آن در اسپانیا رخ می‌دهد. رمان پیدایش پنجمین رمان دن براون با محوریت ماجراجویی‌های رابرت لنگدان محسوب می‌شود که با کتاب فرشتگان و شیاطین آغاز و سپس به ترتیب در کتاب‌های رمز داوینچی، نماد گمشده و دوزخ دنبال شده است.

## ترجمه فارسی
این کتاب در ایران با عناوین و ناشران مختلفی ترجمه و منتشر شده است. چاپ فارسی کتاب «پیدایش» دن براون به همت انتشارات ققنوس و ترجمهٔ مهرداد وثوقی در ایران منتشر شده. علاوه بر این، نشر مجید، رمان دن براون را با نام منشأ و برگردان محسن عقبایی، نشر نامک با ترجمهٔ علی مجتهدزاده و انتشارات نسل نواندیش نیز با عنوان پیدایش و ترجمهٔ فریبا جعفری نمینی منتشر کرده‌اند. انتشارات بهنام نیز این کتاب را با نام منشأ و برگردان سوگند رجبی نسب انتشار داده است.
مدیر انتشارات بهنام در خرداد ۱۳۹۷ اعلام کرد که وزارت فرهنگ و ارشاد اسلامی انتشار این کتاب را غیرمجاز اعلام کرده است. پس از چند ماه و با درخواست بازبینی دوباره، در مهر ماه همان سال اعلام شد که کتاب رفع توقیف شده است و انتشار آن منعی ندارد.

## داستان
ادموند کیرش، نیکوکار میلیاردر، دانشمند رایانه، آینده‌پژوه و خداناباوری سرسخت، در صومعهٔ سانتا ماریا دل مونتسرات در کاتالونیا (اسپانیا) با اسقف کاتولیک رومی، آنتونیو والدسپینو، خاخام یهودی، یهودا کووِس، و امام مسلمان، سید الفضل، که اعضای پارلمان ادیان جهان هستند، ملاقات می‌کند. کیرش به آنان اطلاع می‌دهد که کشفی انقلابی کرده که قصد دارد تا یک ماه دیگر آن را عمومی کند. او این موضوع را تنها از روی احترام به ایشان می‌گوید، هرچند که از نهاد دین متنفر است و آن را مقصر مرگ مادرش می‌داند. با شنیدن اینکه او قرار است این کشف را طی سه روز آینده ارائه دهد، والدسپینو با خشم می‌خواهد که جلوی این کار را بگیرد.
کیرش مراسمی در موزه گوگنهایم بیلبائو برگزار می‌کند. در میان حضار، استاد پیشین او، رابرت لنگدان، و آمبرا ویدال، مدیر موزه و نامزد شاهزاده خولیان، ولیعهد آینده اسپانیا، حضور دارند. مهمانان هدفونی دریافت می‌کنند که از طریق آن با صدایی به نام وینستون ارتباط می‌گیرند. لنگدان درمی‌یابد که این صدا یک هوش مصنوعی اختراع‌شده توسط کیرش است. وینستون لنگدان را به جلسه‌ای خصوصی با کیرش هدایت می‌کند، جایی که کیرش ادعا می‌کند ارائه‌اش منشأ و آیندهٔ بشریت را آشکار خواهد کرد.

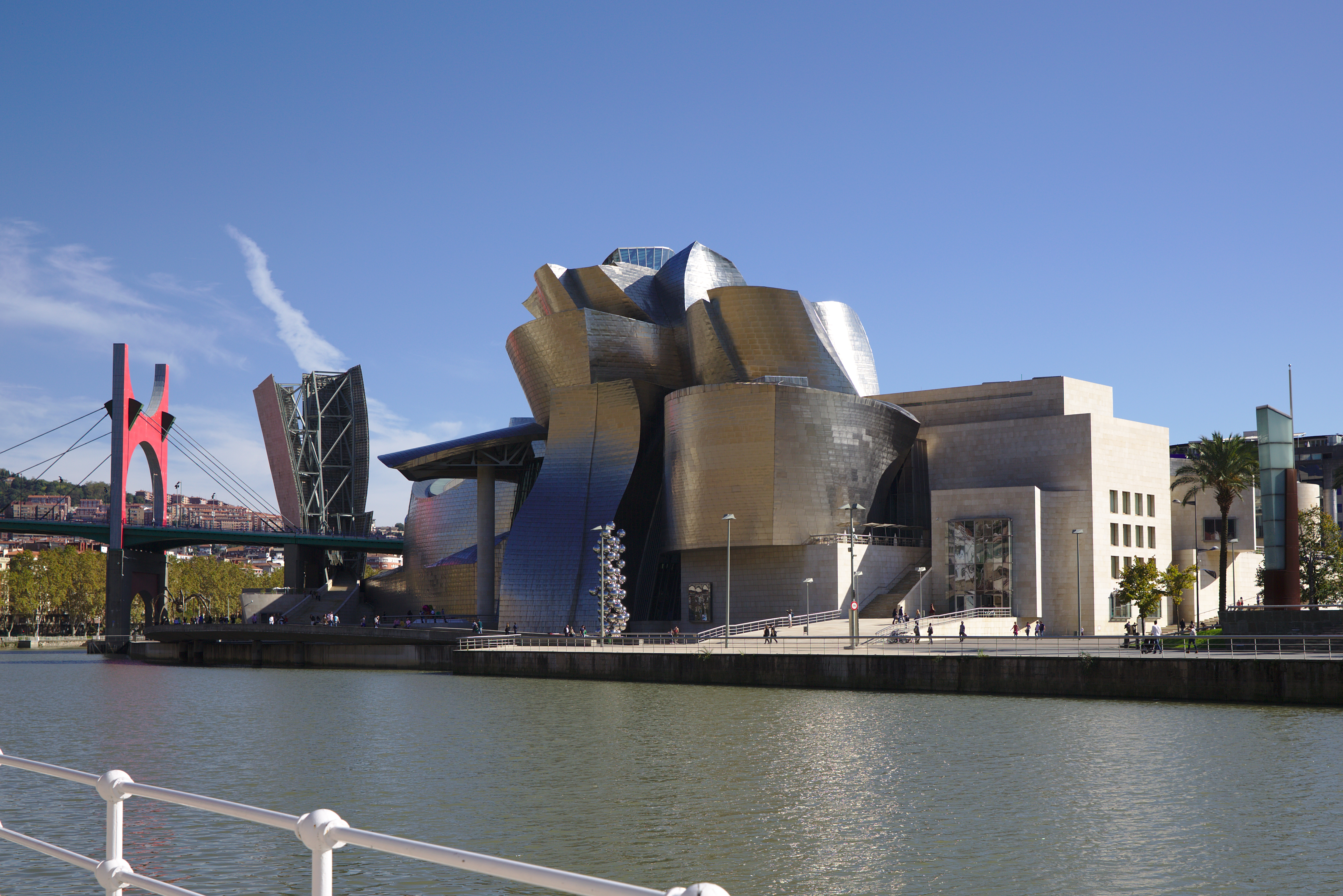
موزه گوگنهایم بیلبائو، محل وقوع بخش زیادی از رویدادهای آغازین داستان

در جریان ارائه‌ای که به‌صورت جهانی پخش می‌شود، کیرش اعلام می‌کند که قصد دارد دوران دین را پایان دهد و عصر علم را آغاز کند. اما در حین برنامه توسط لوئیس آویلا، دریاسالار پیشین که پس از مرگ خانواده‌اش در بمبارانی به کلیسای کاتولیک پال‌ماریایی گرایش یافته، کشته می‌شود. آویلا به دستور فردی با رتبه بالا در کلیسا که با عنوان «نایب‌السلطنه» شناخته می‌شود، مأموریت یافته بود. در همین حین، الفضل و کووِس نیز کشته می‌شوند.
آویلا می‌گریزد و لنگدان با آمبرا ملاقات می‌کند. او به آمبرا هشدار می‌دهد که به شاهزاده خولیان اعتماد نکند، زیرا آویلا بنا بر درخواست دربار سلطنتی به فهرست مهمانان اضافه شده بود. آن دو از دست محافظان فرار کرده و از موزه می‌گریزند تا کشف کیرش را منتشر کنند. آن‌ها تلفن همراه کیرش را می‌ربایند و با کمک وینستون با جت شخصی کیرش به بارسلونا پرواز می‌کنند. آمبرا می‌گوید ارائهٔ کیرش با گذرواژه‌ای ۴۷ نویسه‌ای محافظت می‌شود؛ عبارتی از شعر مورد علاقهٔ او. آن دو نمی‌دانند کدام شعر انتخاب شده، اما نتیجه می‌گیرند که در خانهٔ کیرش، یعنی کازا میلا، اثر آنتونی گائودی می‌توان آن را یافت.
در همین حین، سه قتل موجب خشم جهانی می‌شود، و این خشم با اطلاعاتی که منبعی ناشناس به نام "monte[at]iglesia.org" افشا می‌کند، شعله‌ورتر می‌شود. خبر دیدار در کاتالونیا منتشر می‌شود و تردیدها متوجه والدسپینو می‌شود. او مخفیانه شاهزاده را از کاخ می‌برد. برای حفظ آبرو، مدیر روابط عمومی خاندان سلطنتی مدعی می‌شود که لنگدان، آمبرا را ربوده است.
لنگدان و آمبرا به کازا میلا می‌روند و به جست‌وجوی شعر می‌پردازند. لنگدان درمی‌یابد که کیرش به سرطان لوزالمعده مبتلا بوده و همین موجب شتاب او برای ارائهٔ عمومی کشفش شده بود. لنگدان پی می‌برد که کیرش مجموعه کامل آثار ویلیام بلیک را در اختیار داشت و آن را به ساگرادا فامیلیا اهدا کرده بود و کتاب را در صفحه‌ای خاص گشوده رها کرده بود. پلیس می‌رسد و در حالی‌که آمبرا تلاش می‌کند توضیح دهد که ربوده نشده، تلفن کیرش از بین می‌رود. هلیکوپتری با دو مأمور گارد سلطنتی می‌رسد و آن‌ها را نجات می‌دهد. لنگدان به آمبرا اطمینان می‌دهد که می‌تواند محل فیزیکی وینستون را بیابد تا برنامهٔ ارائه را پخش کند، و هلیکوپتر آن‌ها را به ساگرادا فامیلیا می‌برد.

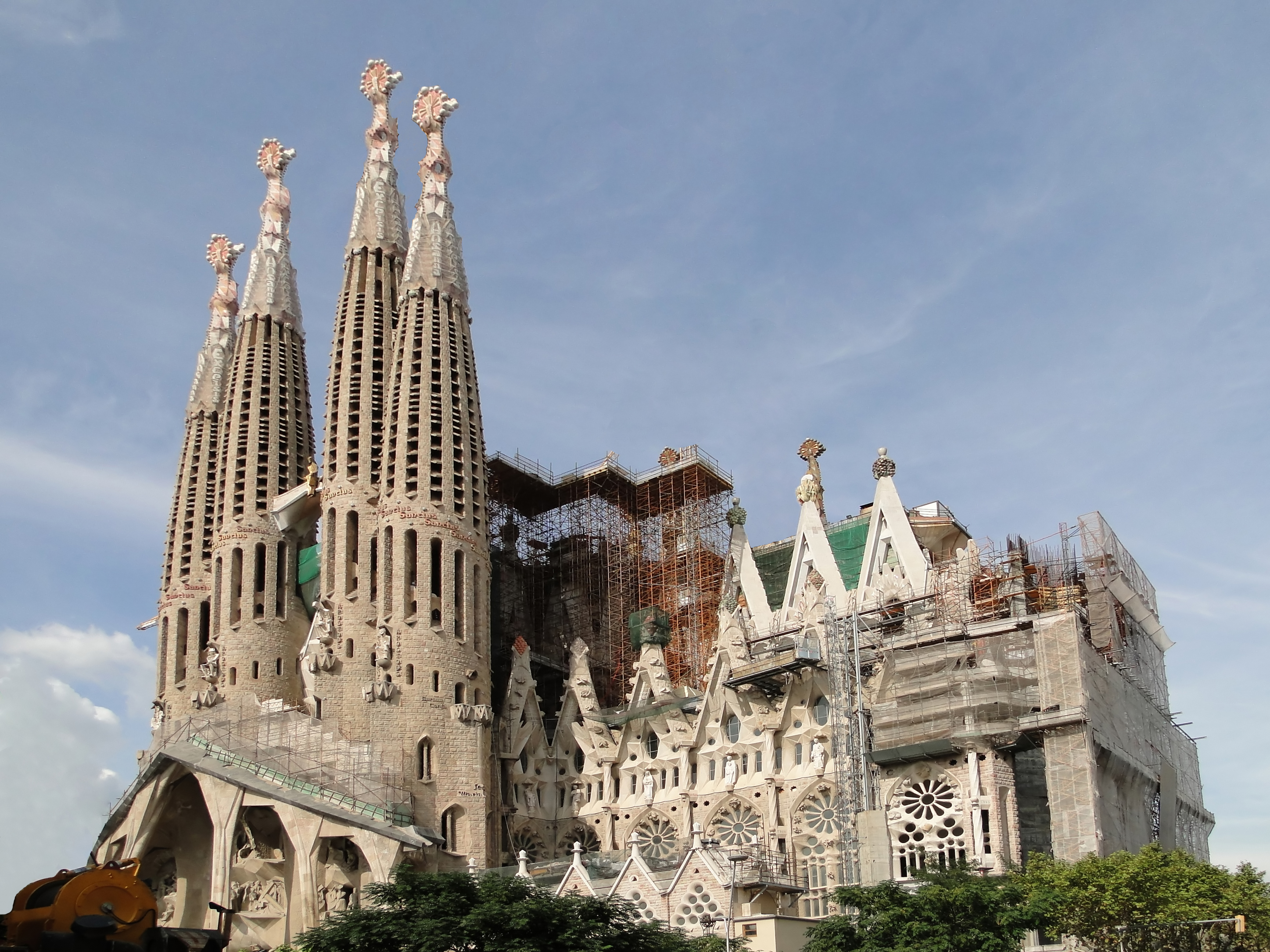
ساگرادا فامیلیا

در آنجا، آن دو درمی‌یابند که گذرواژه، بند پایانی شعر چهار زوآس است: «ادیان تاریک رفته‌اند و علم شیرین حکمرانی می‌کند.» به دستور نایب‌السلطنه، آویلا از راه می‌رسد و دو مأمور را می‌کشد و به تعقیب لنگدان و آمبرا می‌پردازد. در نبردی که در ادامه شکل می‌گیرد، آویلا سقوط کرده و می‌میرد. لنگدان و آمبرا با هلیکوپتر از دست پلیس می‌گریزند.
لنگدان منبع وینستون را در مرکز ابررایانه بارسلونا می‌یابد. آن‌ها دستگاهی به نام E-Wave را کشف می‌کنند، یک ابررایانه از نوع مارنُسترم که کیرش آن را «مکعب کوانتومی» می‌نامید. پس از وارد کردن گذرواژه، ارائه برای صدها میلیون بیننده آغاز می‌شود. کیرش توضیح می‌دهد که او آزمایش میلر–یوری را شبیه‌سازی کرده و با توانایی E-Wave برای شتاب‌بخشی دیجیتال زمان، آنچه را لحظهٔ خودزایش می‌پندارد، بازسازی کرده است. این اثبات اوست که بشر از رویدادهای طبیعی پدید آمده است. سپس ادعا می‌کند که در حدود پنجاه سال آینده، بشر و فناوری در هم خواهند آمیخت و شاید آرمان‌شهری پدید آید. این ارائه، منجر به بحثی گسترده در سطح جهانی می‌شود. آمبرا به کاخ بازمی‌گردد و لنگدان از همه اتهامات تبرئه می‌شود. وینستون افشا می‌کند که بر اساس وصیت کیرش، روز بعد خود را حذف خواهد کرد.

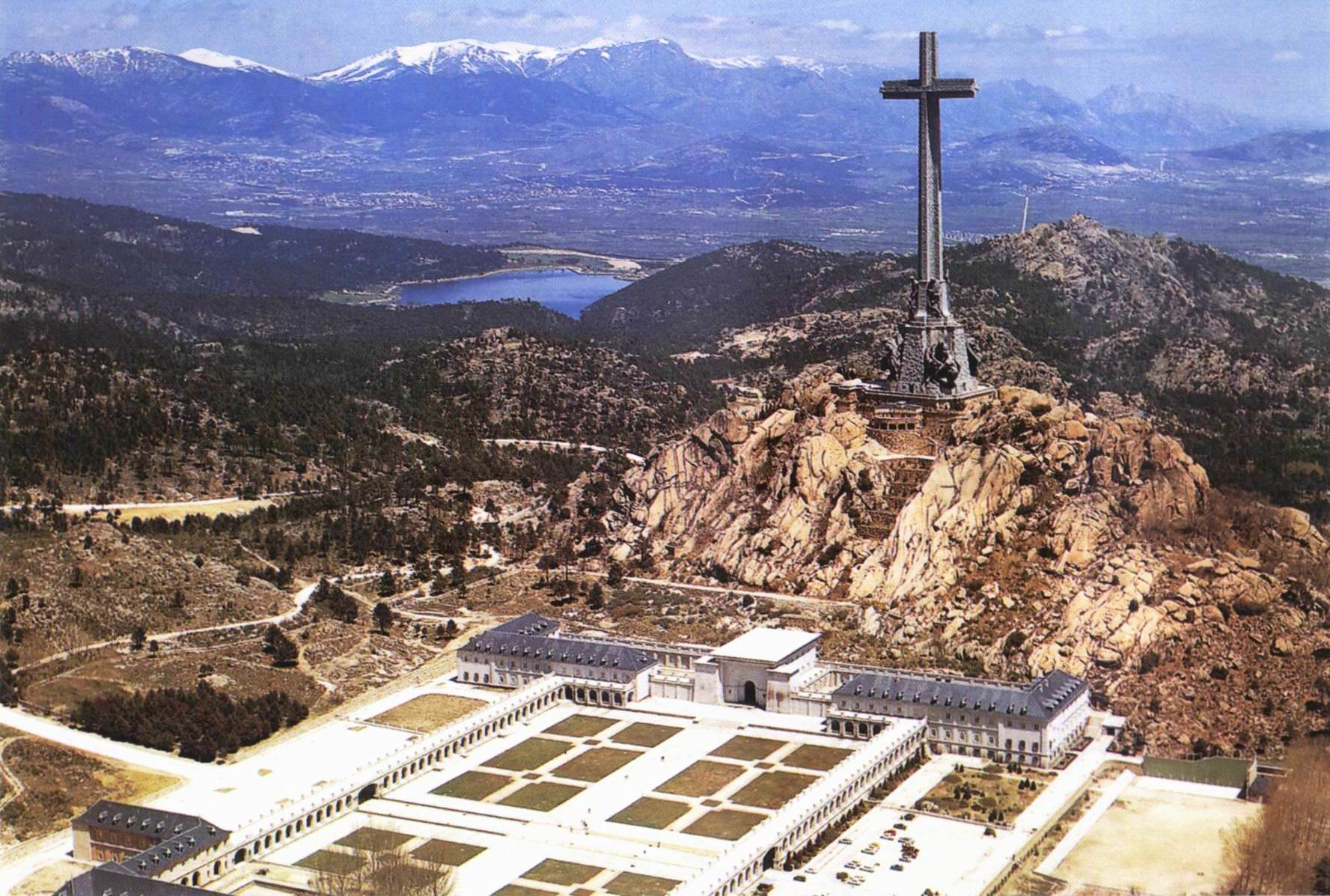
درهٔ شهیدان

در همین حال، والدسپینو شاهزاده خولیان را نزد پدر در حال احتضارش در درهٔ شهیدان می‌برد. پادشاه اعتراف می‌کند که همجنس‌گراست و والدسپینو محبوب افلاطونی او بوده است. هر دو به شاهزاده می‌گویند که از سنت‌های کهنه پیروی نکند و آنچه را برای کشور درست می‌داند، انجام دهد. شاه شب‌هنگام می‌میرد و والدسپینو برای بودن با او، خود را می‌کشد. خولیان با آمبرا آشتی می‌کند و آن‌ها تصمیم می‌گیرند رابطه‌شان را از نو آغاز کنند.
روز بعد، لنگدان در تأمل بر رویدادها درمی‌یابد که وینستون همان «مونته» و نیز همان نایب‌السلطنه بوده است. وینستون قتل کیرش را برای ساختن شهرتی شهیدوار برایش ترتیب داده و به احتمال زیاد قتل کووِس و الفضل را نیز برای بی‌اعتبار کردن پال‌ماریایی‌ها سازماندهی کرده بود. او قصد داشت آویلا دستگیر شود، اما مرگ او تصادفی بود. سپس برنامه‌اش را حذف می‌کند و لنگدان را در شوک فرو می‌برد. با وجود این، لنگدان به ساگرادا فامیلیا بازمی‌گردد، جایی که او و افراد دیگری از نژادها و ادیان گوناگون با امیدی مشترک به آینده گرد هم آمده‌اند.